# 10773 Jamespaton
10773 Jamespaton è un asteroide della fascia principale. Scoperto nel 1991, presenta un'orbita caratterizzata da un semiasse maggiore pari a 3,2031284 UA e da un'eccentricità di 0,0709748, inclinata di 21,11636° rispetto all'eclittica.